# 王氏卷叶蛛
王氏卷叶蛛（学名：Dictyna wangi）为卷叶蛛科卷叶蛛属的动物。在中国大陆，分布于新疆等地，多栖息于果园、胡杨林以及苜宿地。该物种的模式产地在新疆且末。